# Rinaldo Capello
Rinaldo „Dindo“ Capello (* 17. Juni 1964 in Asti) ist ein ehemaliger italienischer Autorennfahrer.

## Karriere
Rinaldo Capello begann seine Motorsportkarriere 1976 als Kartpilot in Italien. Der Piemonteser bestritt zwar einige Monoposto-Rennen, wie im italienischen Formel-Fiat-Abarth-Cup, seine großen Erfolge erzielte er aber in Touren- und Rennsportwagen.

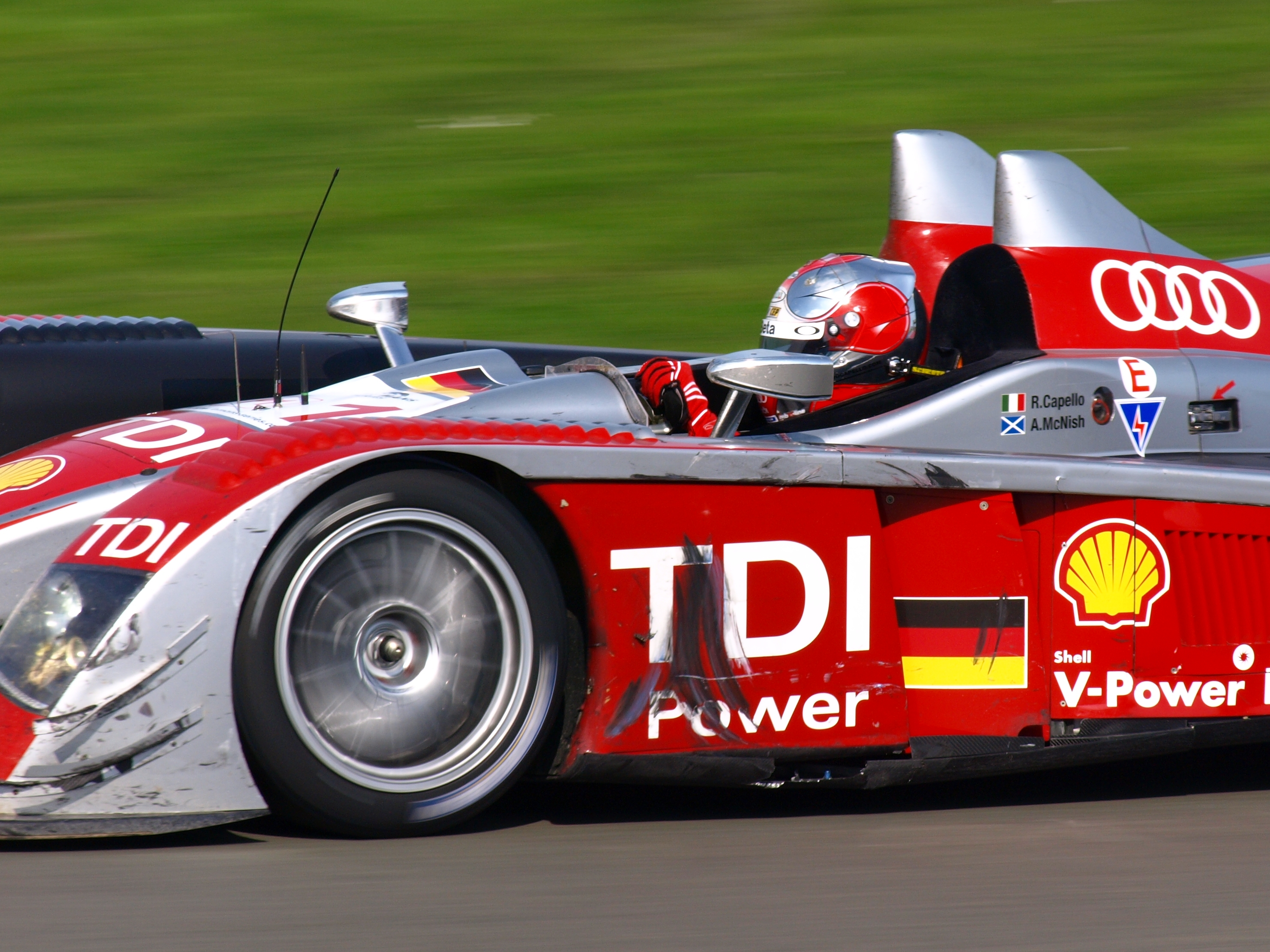
Capello im Audi R10 TDI beim 1000-km-Rennen von Silverstone 2008

1990 sicherte er sich auf einem VW Golf die italienische Supertourenwagenmeisterschaft, ein Erfolg, der er 1996 mit einem Audi A4 wiederholen konnte. 1998 gab er sein Debüt beim 24-Stunden-Rennen von Le Mans. 1999 wurde er Werksfahrer bei Audi in Le Mans und erreichte bei seinem ersten Antreten mit dem R8 den vierten Rang in der Gesamtwertung. Einige Jahre hatte es den Anschein, als würde Capello in Le Mans immer im falschen Auto sitzen, wenn es um den Gesamtsieg ging. Erst als er 2003 zu Seriensieger Tom Kristensen ins Auto kam – die VW-Tochter Bentley vertrat mit dem Speed 8 den Konzern an der Sarthe – wandte sich das Blatt. Capello feierte seinen ersten Le-Mans-Sieg und ließ ein Jahr später gleich den zweiten Gesamtsieg folgen.
Einen Sieg mit dem neuen Diesel-Audi R10 TDI schaffte er 2008 im dritten Anlauf. Nach einem dritten Rang 2006 stoppte ein schwerer Unfall in der Indianapolis-Kurve 2007 den führenden Capello auf dem Weg zum möglichen Sieg am Sonntag in der Früh, als der Audi R10 ein Rad verlor.
Neben seinen Siegen in Le Mans blieb er auch fünfmal bei den 12-Stunden-Rennen von Sebring erfolgreich und sicherte sich 2006 und 2007 den Fahrertitel der American Le Mans Series.
2005 bestritt er eine komplette Saison in der DTM, blieb aber mit seinen Ergebnissen hinter den Erwartungen zurück.

## Statistik

### Erfolge
- Gesamtsieg beim 24-Stunden-Rennen von Le Mans 2003, 2004 und 2008
- Gesamtsieg beim 12-Stunden-Rennen von Sebring 2001, 2002, 2006, 2009 und 2012
- Fahrertitel in der American Le Mans Series 2006 und 2007

### Le-Mans-Ergebnisse
| Jahr | Team                      | Fahrzeug                | Teamkollege         | Teamkollege    | Platzierung | Ausfallgrund      |
| ---- | ------------------------- | ----------------------- | ------------------- | -------------- | ----------- | ----------------- |
| 1998 | Gulf Team Davidoff        | McLaren F1 GTR          | Emanuele Pirro      | Thomas Bscher  | Ausfall     | Unfall            |
| 1999 | Audi Sport Joest Racing   | Audi R8R                | Michele Alboreto    | Laurent Aïello | Rang 4      |                   |
| 2000 | Audi Sport Team Joest     | Audi R8                 | Michele Alboreto    | Christian Abt  | Rang 3      |                   |
| 2001 | Audi Sport North America  | Audi R8                 | Christian Pescatori | Laurent Aïello | Rang 2      |                   |
| 2002 | Audi Sport North America  | Audi R8                 | Christian Pescatori | Johnny Herbert | Rang 2      |                   |
| 2003 | Team Bentley              | Bentley Speed 8         | Tom Kristensen      | Guy Smith      | Gesamtsieg  |                   |
| 2004 | Audi Sport Japan Team Goh | Audi R8                 | Tom Kristensen      | Seiji Ara      | Gesamtsieg  |                   |
| 2006 | Audi Sport Team Joest     | Audi R10 TDI            | Tom Kristensen      | Allan McNish   | Rang 3      |                   |
| 2007 | Audi Sport North America  | Audi R10 TDI            | Tom Kristensen      | Allan McNish   | Ausfall     | Unfall            |
| 2008 | Audi Sport North America  | Audi R10 TDI            | Tom Kristensen      | Allan McNish   | Gesamtsieg  |                   |
| 2009 | Audi Sport Team Joest     | Audi R15 TDI            | Tom Kristensen      | Allan McNish   | Rang 3      |                   |
| 2010 | Audi Sport Team Joest     | Audi R15 TDI            | Tom Kristensen      | Allan McNish   | Rang 3      |                   |
| 2011 | Audi Sport North America  | Audi R18                | Tom Kristensen      | Allan McNish   | Ausfall     | Unfall von McNish |
| 2012 | Audi Sport Team Joest     | Audi R18 e-tron quattro | Tom Kristensen      | Allan McNish   | Rang 2      |                   |

### Sebring-Ergebnisse
| Jahr | Team                     | Fahrzeug          | Teamkollege         | Teamkollege      | Platzierung | Ausfallgrund |
| ---- | ------------------------ | ----------------- | ------------------- | ---------------- | ----------- | ------------ |
| 1999 | Audi Sport Team Joest    | Audi R8R          | Stefan Johansson    | Michele Alboreto | Rang 3      |              |
| 2000 | Audi Sport North America | Audi R8           | Allan McNish        | Michele Alboreto | Rang 2      |              |
| 2001 | Audi Sport North America | Audi R8           | Laurent Aïello      | Michele Alboreto | Gesamtsieg  |              |
| 2002 | Audi Sport North America | Audi R8           | Christian Pescatori | Johnny Herbert   | Gesamtsieg  |              |
| 2003 | Team Bentley             | Bentley Speed 8   | Guy Smith           | Tom Kristensen   | Rang 4      |              |
| 2006 | Audi Sport Team Joest    | Audi R10          | Allan McNish        | Tom Kristensen   | Gesamtsieg  |              |
| 2007 | Audi Sport North America | Audi R10          | Allan McNish        | Tom Kristensen   | Rang 4      |              |
| 2008 | Audi Sport North America | Audi R10          | Allan McNish        | Tom Kristensen   | Rang 3      |              |
| 2009 | Audi Sport Team Joest    | Audi R15 TDI      | Allan McNish        | Tom Kristensen   | Gesamtsieg  |              |
| 2011 | Audi Sport Team Joest    | Audi R15 TDI plus | Allan McNish        | Tom Kristensen   | Rang 4      |              |
| 2012 | Audi Sport Team Joest    | Audi R18 TDI      | Allan McNish        | Tom Kristensen   | Gesamtsieg  |              |

### Einzelergebnisse in der FIA-Langstrecken-Weltmeisterschaft
| Saison | Team            | Rennwagen | 1   | 2   | 3   | 4   | 5   | 6   | 7   | 8   |
| ------ | --------------- | --------- | --- | --- | --- | --- | --- | --- | --- | --- |
| 2012   | Audi Team Joest | Audi R18  | SEB | SPA | LEM | SIL | SAO | BAH | FUJ | SHA |
| 2012   | Audi Team Joest | Audi R18  | 1   | 4   | 2   |     |     |     |     |     |